# Aranyláz

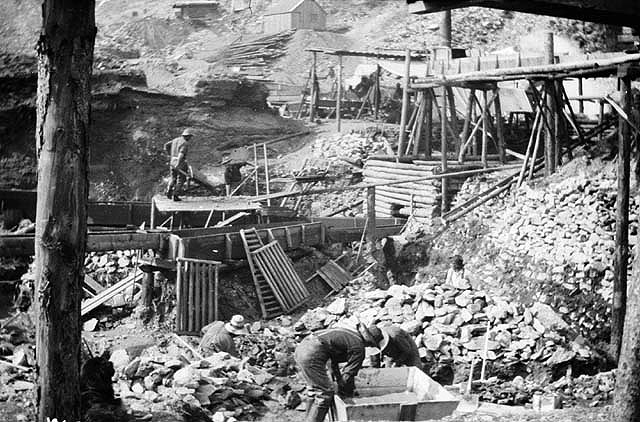
Aranybánya Klondike-ban (Yukon terület, Kanada)

Aranyláznak nevezzük azt a vándorlási hullámot, amely egy jelentős mennyiségű aranylelet felfedezésének hírére indul meg. A fogalom leginkább a 19. századi Észak-Amerikához kötődik, de Ausztrália és Dél-Afrika is volt már az arany után kutató tömegek célpontja, illetve az Újvilág felfedezését követő időkben megindult kivándorlásban is volt szerepe az ezüstnek-aranynak.
Az aranylázak általában kedvező hatással vannak az adott terület infrastruktúrájára (közlekedés, települések, kommunikáció), valamint a helyi társadalom szerkezete is átalakulhat az aranyásók (sokszor végleges) letelepedésével. Ezek következtében az addig elzárt terület kapcsolata a külvilággal megváltozik.
Az aranyat keresők közül csak kevesek gazdagodtak meg, náluk általában jobban jártak az őket kiszolgáló kereskedők.
A kaliforniai aranyláz idején fellendült az Észak-Amerika keleti partjairól induló, Dél-Amerikát megkerülő hajózás, mely sokszor 4 hónapig is tartott és a Horn-fok miatt nem volt veszélytelen, mégis sokan ezt választották, mert az észak-amerikai szárazföldi utak ellenséges bennszülött indiánok földjén vezettek keresztül, és az utazás ott is legalább ennyi ideig tartott.

## Jelentősebb aranylázak
- a gyarmati Brazília, Minas Gerais területe (1690–1750)
- az Appalache-hegység déli része: Atlantától északra (1830-as évek vége) és Charlotte-tól nyugatra (1848 körül)
- Kalifornia (kezdete: 1848. január 24.)[1]
- Colorado (az 1850-es évek vége)
- Ausztrália (1851), az ún. viktoriánus aranyláz
- Észak-Nevada (1850-es évek)
- Brit Columbiában a Fraser Canyontól a Caribooig (Barkerville) (1858–1860)
- Otago, Új-Zéland (1861 után), a Central Otago aranyláz
- Kelet-Oregon (1860-as és 1870-es évek)
- a Black Hills és Montana állam más területei (1863 után)
- Transvaal, Dél-Afrika (1886), az angol-búr háború egyik kiváltó oka
- Klondike, Yukon, Kanada (1896): klondike-i aranyláz
- Alaszka (1898)
- Alaszka (2011)[2]